# 雙河 (阿拉斯加州)
雙河（英語：Two Rivers）是位於美國阿拉斯加州費爾班克斯-北極星自治市鎮的一個非建制地區和人口普查指定地區。根據2010年美國人口普查，該地人口為719人，而該地的面積約為71.70平方公里。

## 地理
雙河的座標為64°51′45″N 147°05′56″W / 64.86250°N 147.09889°W，而該地的平均海拔高度為113米（即732英尺）。